# 1972년 하계 올림픽 아프가니스탄 선수단
아프가니스탄은 1972년 8월 26일부터 9월 11일까지 서독 뮌헨에서 열린 제20회 하계 올림픽에 참가했다. 레슬링 한 종목에 선수 여덞 명이 참가했다.

## 메달 집계

### 종목별 참가 선수 및 메달 집계
| 종목   | 참가 선수 | 1 | 2 | 3 | 합계 |
| 레슬링 | 8         |   |   |   | 0    |
| 합계   | 8         | 0 | 0 | 0 | 0    |

### 레슬링
남자 자유형
| 선수            | 세부 종목          | 예선 (상대 /결과)                     | 16강전 (상대 /결과)            | 8강전 (상대 /결과)                    | 준결승 (상대 /결과) | 결승 (상대 /결과) | 최종 순위 |
| 모함마드 아레프 | 남자 자유형 −52kg  | 아르센 알라흐베르디예프 (URS) · L 1-3 | 카토 키요미 (JPN) · L 0-4      | 진출 못함                             | 진출 못함           | 진출 못함         | 18        |
| 굴람 시데르     | 남자 자유형 −57kg  | 리스토 다를레프 (YUG) · W Fall        | 호르게 라모스 (CUB) · L 1-3    | 프리엠 나트 (IND) · L Fall            | 진출 못함           | 진출 못함         | 14        |
| 아흐마드 디안   | 남자 자유형 −62 kg | 아베 키요시 (JPN) · L 0.5-3.5         | 야코브 타너 (SUI) · W 3-1      | 게르하르드 바이센베르거 (FRG) · L 1-3 | 진출 못함           | 진출 못함         | 15        |
| 샤카르 한       | 남자 자유형 −74 kg | 얀 카를손 (SWE) · L Fall              | 무함마드 야구드 (PAK) · D Draw | 진출 못함                             | 진출 못함           | 진출 못함         | 18        |
| 굴람 다스타기르 | 남자 자유형 −82 kg | 쿠르트 엘름그렌 (SWE) · L Fall        | 얀 비피오르치크 (POL) · L Fall | 진출 못함                             | 진출 못함           | 진출 못함         | 23        |

남자 그레코로만형
| 선수                | 세부 종목                | 예선 (상대 /결과)                    | 16강전 (상대 /결과)                | 8강전 (상대 /결과)               | 준결승 (상대 /결과) | 결승 (상대 /결과) | 최종 순위 |
| 알람 미르           | 남자 그레코로만형 −57 kg | 루스템 카자코프 (URS) · L 0.5-3.5    | 카를로 초비치 (YUG) · L Fall       | 진출 못함                        | 진출 못함           | 진출 못함         | 23        |
| 모함마드 에브라히미 | 남자 그레코로만형 −62 kg | 스텔리오스 미기아키스 (GRE) · L Fall | 진출 못함                          | 진출 못함                        | 진출 못함           | 진출 못함         | 19        |
| 아카 잔             | 남자 그레코로만형 −68 kg | 타게 베이룸 (DEN) · L 1-3            | 알베르토 브레마운츠 (MEX) · W Fall | 만프레드 숀도르퍼 (FRG) · L Fall | 진출 못함           | 진출 못함         | 11        |

## 참고 자료
- (영어) “Afghanistan at the 1972 München Summer Games”. SR/Olympic Sports. 2009년 1월 21일에 원본 문서에서 보존된 문서. 2011년 9월 22일에 확인함.